# Passeio Pembrokeshire
O Passeio Pembrokeshire (Pembrokeshire Coast Path em inglês; Llwybr Arfordir Sir Benfro em galês) é uma caminhada de meio percurso no Gales que começa em Poppit Sands, no sul, e chega até Amroth, no norte do País, por cerca 299 km. Foi inaugurado em 1970 e, desde 2012 faz parte do Passeio Wales Coast.

## História
Em 1952, o naturalista galês Ronald Lockley achou um novo passeio de praia. No caminho existiam pequenos centros rurais, mas a comunicação era carente e normalmente via mar. Os relatórios que Lockley fez à Comissão carregada de mapar o passeio eram que a maioria dos caminhos eram privados e que precisava de negócios pela desapropriação. A maioria dos donos eram favoráveis, e muito tiveram benefícios no novo mapa. Até hoje, o passeio passa em lugares desviados dos territórios dos donos que não eram favoráveis à negociação.
Para completar o mapa do percurso precisaram 17 anos, e este trabalho incluiu a construção de mais de cem passarelas e 479 escadas e a eliminação de muitos obstáculos.
Foi inaugurado por Wynford Vaughan-Thomas em 16 de maio de 1970 e teve um percurso de 290 km, mas no tempo tiveram modificações que juntaram 9 km mais para chegar aos 299 km.
Durante a primavera eo começo do verão o passeio exibe uma variedade de flores silvestres costeiras, e há uma grande variedade de aves, como gaivotas.

## Referencias
1. ↑  Pembrokeshire Coast Path
2. ↑  Kelsall, Dennis; Kelsall, Jan (2005). The Pembrokeshire Coastal Path: From Amroth to St Dogmaels: A Practical Guide for Walkers (2nd ed.). Cicerone Press. ISBN 978-1852843786
3. ↑  John, Brian (2012). Pembrokeshire Coast Path. Aurum Press. ISBN 978-1845137823
4. ↑  «Pembrokeshire Coast Path». Celtic Trails: UK Walking Holidays. Consultado em 14 de agosto de 2013. Arquivado do original em 4 de dezembro de 2000

## Galeria fotográfica

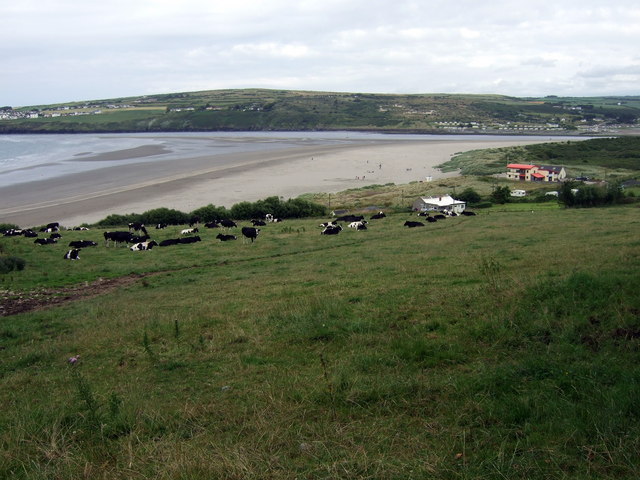
O passeio, na praia de Poppit